# Dictyoporthe ahmadii
Dictyoporthe ahmadii är en svampart som beskrevs av Petr. 1955. Dictyoporthe ahmadii ingår i släktet Dictyoporthe och familjen Melanconidaceae.   Inga underarter finns listade i Catalogue of Life.